# Sujtásos sakál

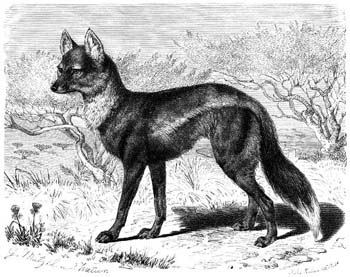
A faj régi ábrázolása Alfred Brehm. Az állatok világa című könyvéből

A sujtásos sakál (Lupulella adusta, korábban Canis adustus) az emlősök (Mammalia) osztályának ragadozók (Carnivora) rendjébe, ezen belül a kutyafélék (Canidae) családjába tartozó faj.

## Előfordulása
Afrika középső és déli részén honos.

## Megjelenése
Testhossza 65-81 centiméter, farokhossza 30-41 centiméter, testsúlya 6,5 – 14 kilogramm.
Hátoldala szürkéssárga, hasa világosabb színű, farka vége fehér; oldalát halvány fekete-fehér csíkozás díszíti.

## Életmódja
A többi sakálhoz képest sokkal vegyesebb táplálkozású: rágcsálókat, tojást, madarakat, gyíkokat, rovarokat, hulladékot, dögöt és növényi anyagokat egyaránt fogyaszt. A vörös rókához hasonlóan, a települések környékén is előfordul és gyakori az erdővel határos mezőgazdasági területeken is. A sujtásos sakál 10-12 évig él.

## Szaporodása
Az ivarérettséget 21 hónapos korban éri el. A vemhesség 9 hétig tart. Az ellési idő, elterjedésének északi részén, januárra és februárra esik, egyéb helyeken különböző időszakokra esik. Egy alomban 3-6 utód születik. Az elválasztás 5 hét múlva következik be. A szülők félig megemésztett, felöklendezett táplálékkal etetik a kölyköket 6-8 hónapos korukig. Ezt követően a kölykök elhagyják a falkát. A nőstényekből a falkában marad egy-kettő, hogy segítsen a szülőknek a következő alom felnevelésében.